# Temples of Ice
Temples of Ice è il settimo album in studio del gruppo heavy metal britannico Venom, pubblicato nel 1991 su etichetta Under One Flag.

## Il disco
È stato registrato a Newcastle nel 1990, ed è uscito l'anno seguente.
L'album doveva essere originariamente prodotto dall'ex produttore della band Child's Play, Howard Benson. Tuttavia non era disponibile e la band ha deciso di rimanere con Kevin Ridley, che ha co-prodotto il precedente album della band Prime Evil. È stato pubblicato su Under One Flag nel 1991, e commercializzato e distribuito da Music for Nations.
La canzone Speed King è una cover dei Deep Purple.
il chitarrista Al Barnes ha scritto Tribes; Demolition Man ha scritto il testo di Arachnid e Mantas ha scritto la musica. Il resto dell'album è stato composto da Demolition Man.

## Tracce
Testi e musiche di Venom, tranne dove indicato diversamente.
1. Tribes – 3:44
2. Even in Heaven – 3:57
3. Trinity MCMXLV 0530 – 3:33
4. In Memory Of (Paul Miller 1964-90) – 4:17
5. Faerie Tale – 4:21
6. Playtime – 3:18
7. Acid – 4:13
8. Arachnid – 2:42
9. Speed King (cover dei Deep Purple) – 3:31 (Ritchie Blackmore, Ian Gillan, Roger Glover, Jon Lord, Ian Paice)
10. Temples of Ice – 6:44

## Formazione
- Tony "Demolition Man" Dolan - voce e basso
- Jeffrey "Mantas" Dunn - chitarra
- Al Barnes - chitarra
- Anthony "Abaddon" Bray - batteria